# Hallelujah Junction (California)
Hallelujah Junction è un'area non incorporata della contea di Lassen, in California. È situata a 4 miglia (6,4 km) a est-sud-est del passo di Beckwourth, ad un'altitudine di 5 033 piedi (1 534 m). Si trova allo svincolo con la U.S. Route 395 e il capolinea orientale della State Route 70 (ex US 40 Alt.).
Hallelujah Junction è stata notata per il suo nome insolito. Il brano musicale Hallelujah Junction scritto dal compositore statunitense John Adams prende il nome da questo incrocio (junction): Adams possiede una cabina nelle vicinanze.